# Я — Квітка

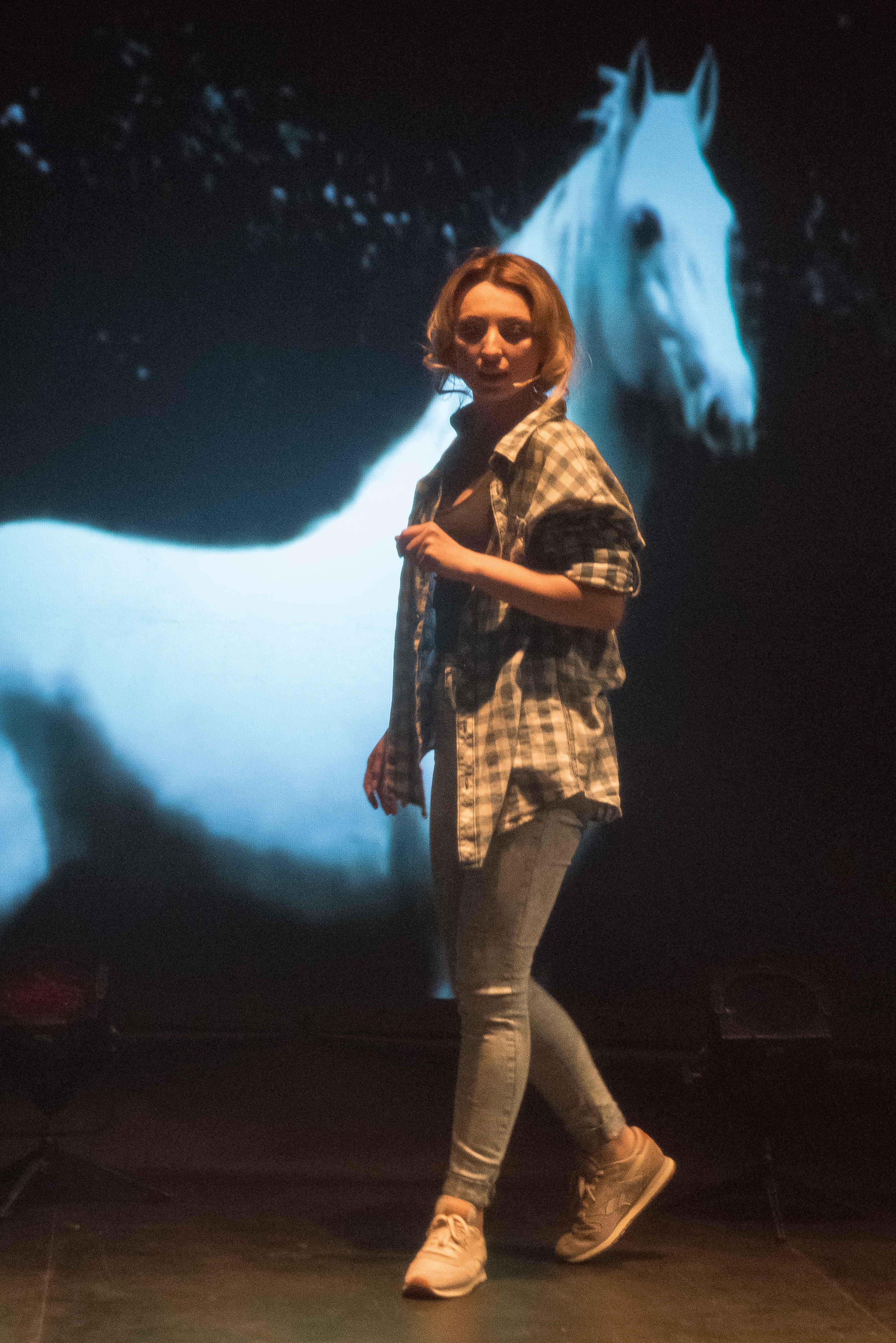
У ролі Квітки Цісик — Вікторія Васалатій

«Я — Квітка» — театральна вистава, музичний монолог-притча на одну дію на вірші Тетяни Череп-Пероганич. 
У виставі змальована драматична історія співачки Квітки Цісик. Прем'єра вистави відбулася в жовтні 2017. Режисер-постановник — Валерій Невєдров, роль Квітки Цісик зіграла  Вікторія Васалатій. Станом на початок 2020 відбулося 4 вистави на різних сценах.

## Сюжет і музична тема
Основою тексту моновистави стала музична п'єса-монолог «Квітка Цісик. Туга за Україною» Тетяни Череп-Пероганич, опублікована 2016 року у збірці «Осінь дорослої жінки».
Драматична історія сильної жінки та унікальної співачки Квітки Цісик змальована через спектр її таланту, через тугу за Україною і через трагедію її невиліковної хвороби. 
У прем'єрній виставі музична тема розкрита через пісні «Пісня про рушник», «Черемшина», «Колискова», «Журавлі» та інші, які виконує головна героїня, а також через гру Едді (чоловіка Квітки Цісик) і мелодії, дібрані у запису. 
У виставі 23 вересня 2019 Вікторія Васалатій виконала пісні «Я піду в далекі гори», «Ой верше мій, верше», «Два кольори», «Колискова», «Місто спить», «Журавлі» та інші.

## Вистави

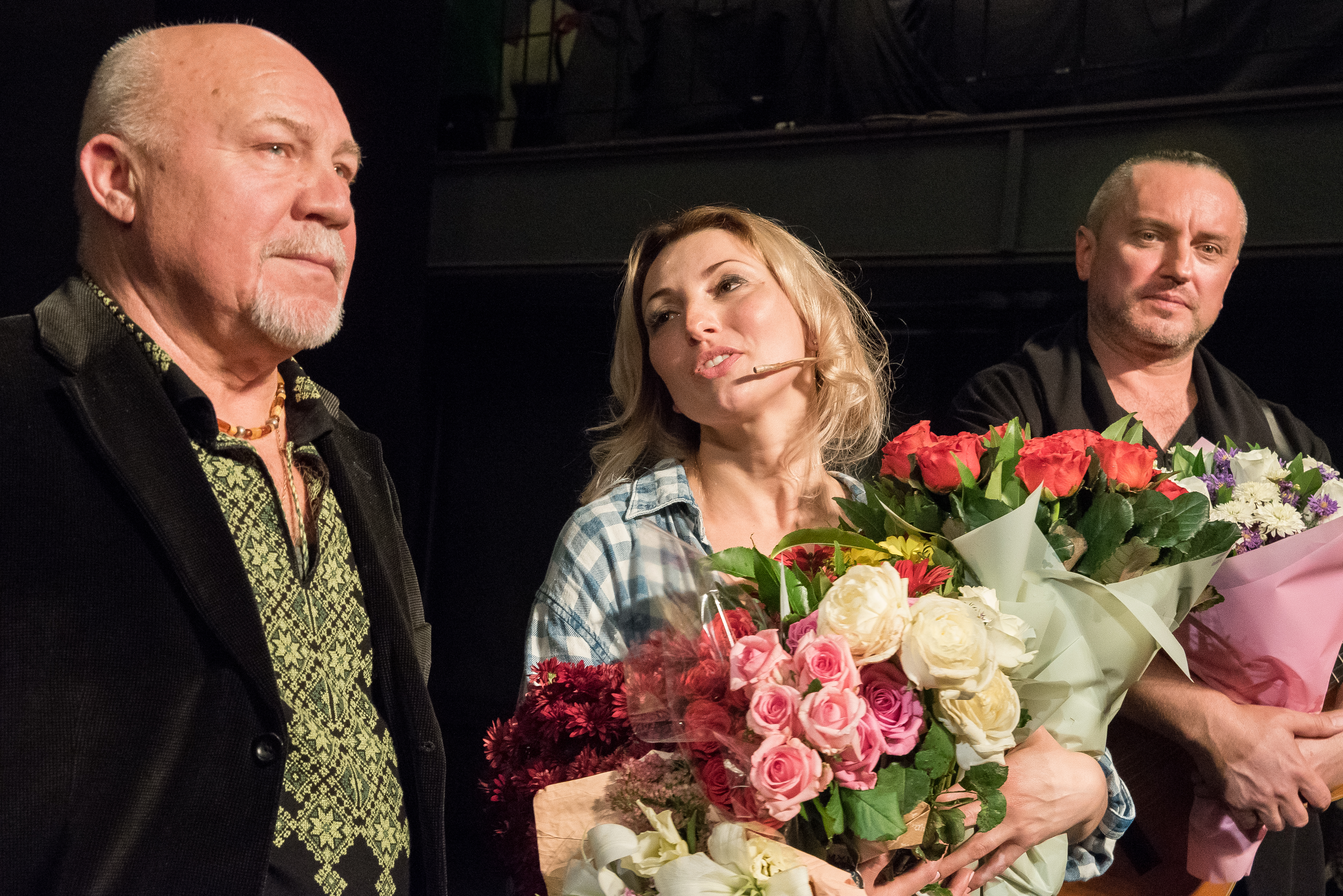
Після прем'єри: Валерій Невєдров, Вікторія Васалатій, Юрій Кондратюк

Прем'єра вистави відбулася 10 жовтня 2017 на Камерній сцені імені Сергія Данченка Національного академічного драматичного театру Імені Івана Франка, як завершальна вистава XIV Міжнародного театрального фестивалю жіночих монодрам «Марія».
Роль Квітки Цісик у виставі зіграла Вікторія Васалатій, актриса Національного академічного драматичного театру Імені Івана Франка, лауреат театральної премії «Київська пектораль», лауреат міжнародних конкурсів вокалістів.
У ролі Едді — рок-музикант Юрій Кондратюк.
Режисер-постановник, сценографія з мультивідео — Валерій Невєдров, народний артист України, керівник театру «Київ».
Постановник з фехтування — Володимир Абазопуло, народний артист України. Сценічна пластика — Дмитро Лук'яненко. Літературно-композиційний консультант — Михайло Захаревич, народний артист України. Мультивідео контент — Олена Окрент. Консультанти з мультивідео та голограми — Ігор Бреус, Олександр Шишловський. Художник по костюмах — Алла Хасян. Автор картини на афіші — Олег Шупляк. Арт-консультант — Алекс Гутмахер, США, засновник, продюсер україно-американського благодійного проекту «Незабутня квітка».
На думку літературознавця і літературного критика Ніни Головченко: 
| Окрім актуальності теми спектаклю – повернення в культурний простір та історію України імен її талановитих дітей в еміграції, до досягнень цієї вистави треба віднести інноваційну сценографію, музичне оформлення (до слова: мовчазний Едді з гітарою постійно перебував на сцені – як образ-символ того чоловіка, котрий і розумів і постійно підтримував Квітку), а також вибір актриси, яка співає. |
На думку літературознавця, перекладача, письменника Дмитра Дроздовського: 
| «Я — Квітка» … — це історія переможної душі, яка співає після смерті й випромінює світло любові до своєї землі. Трагічні злами життєвої долі Квітки Цісик, сумні історії, пов’язані з випадковим зникненням прізвища виконавиці після здобуття Оскара не зруйнували всепереможної душевної вітальності, щирості, інспірованої як американською культурою і свободою духу, так і українським серцем співачки. Вікторія Васалатій … блискуче втілилися в образ Квітки й проникливо розкрила світлість і чистоту її душі, яка жила мистецтвом і любов’ю до України. |
Камерна сцена театру не змогла вмістити всіх охочих, які прийшли подивитися на цю виставу.

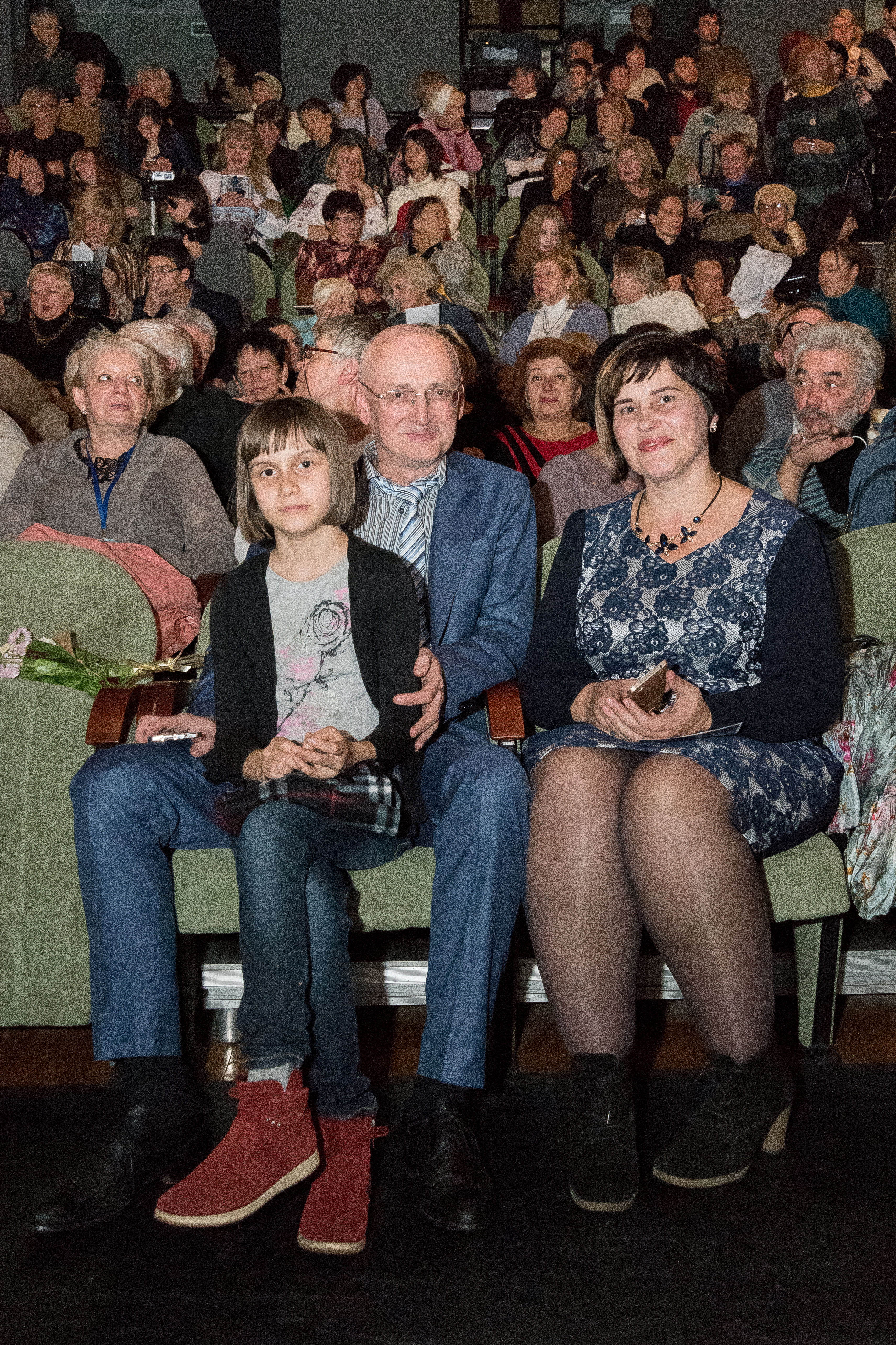
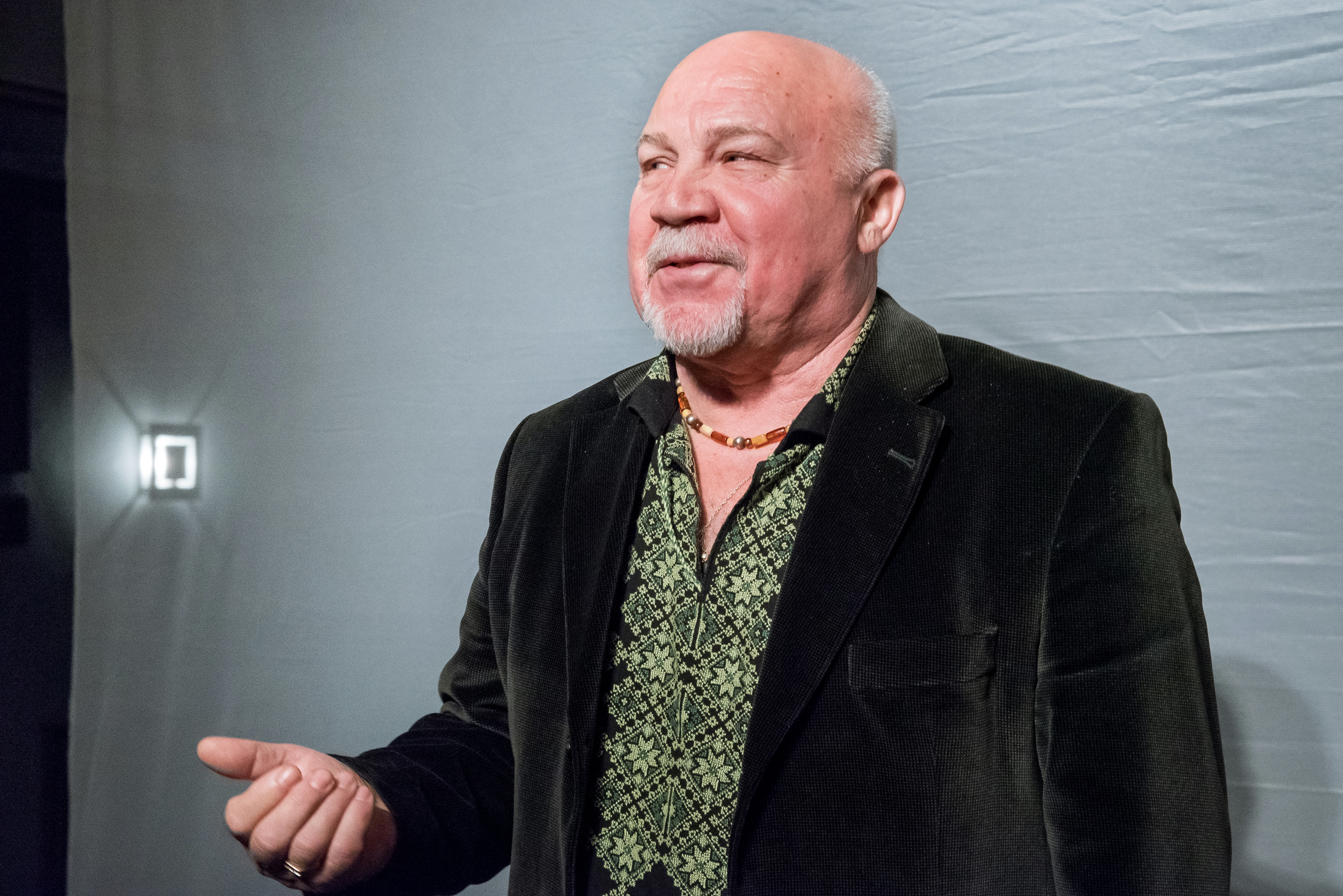
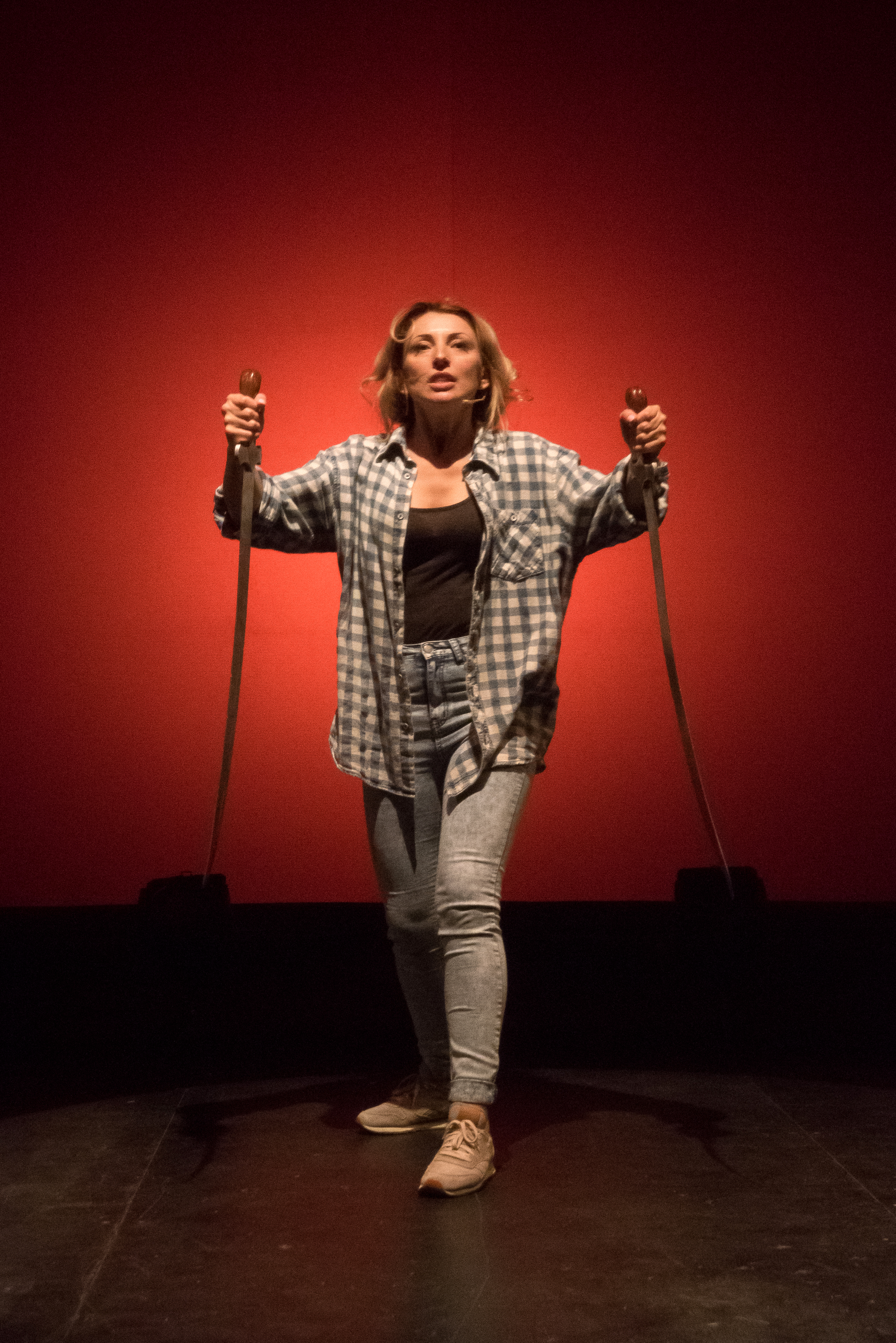
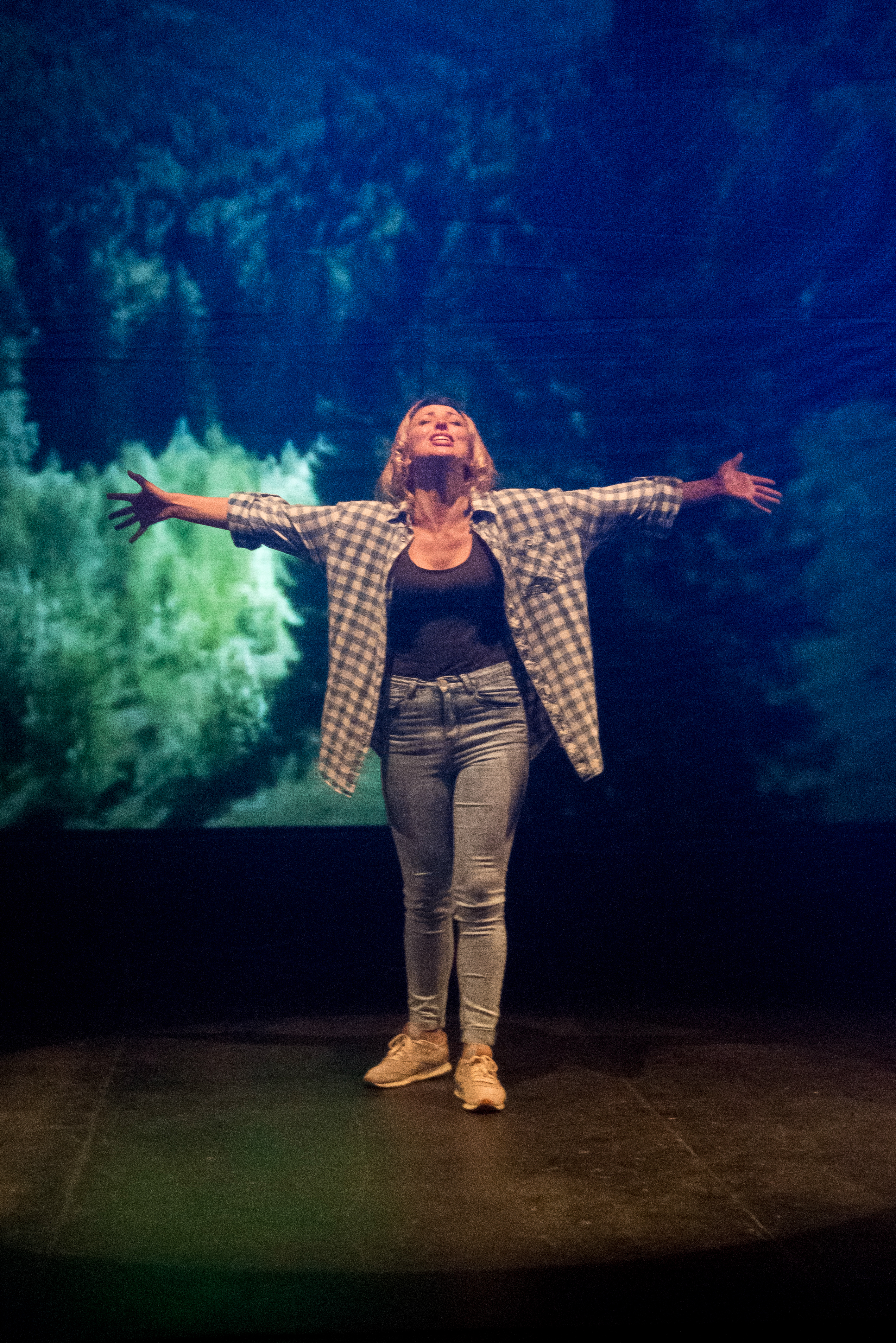
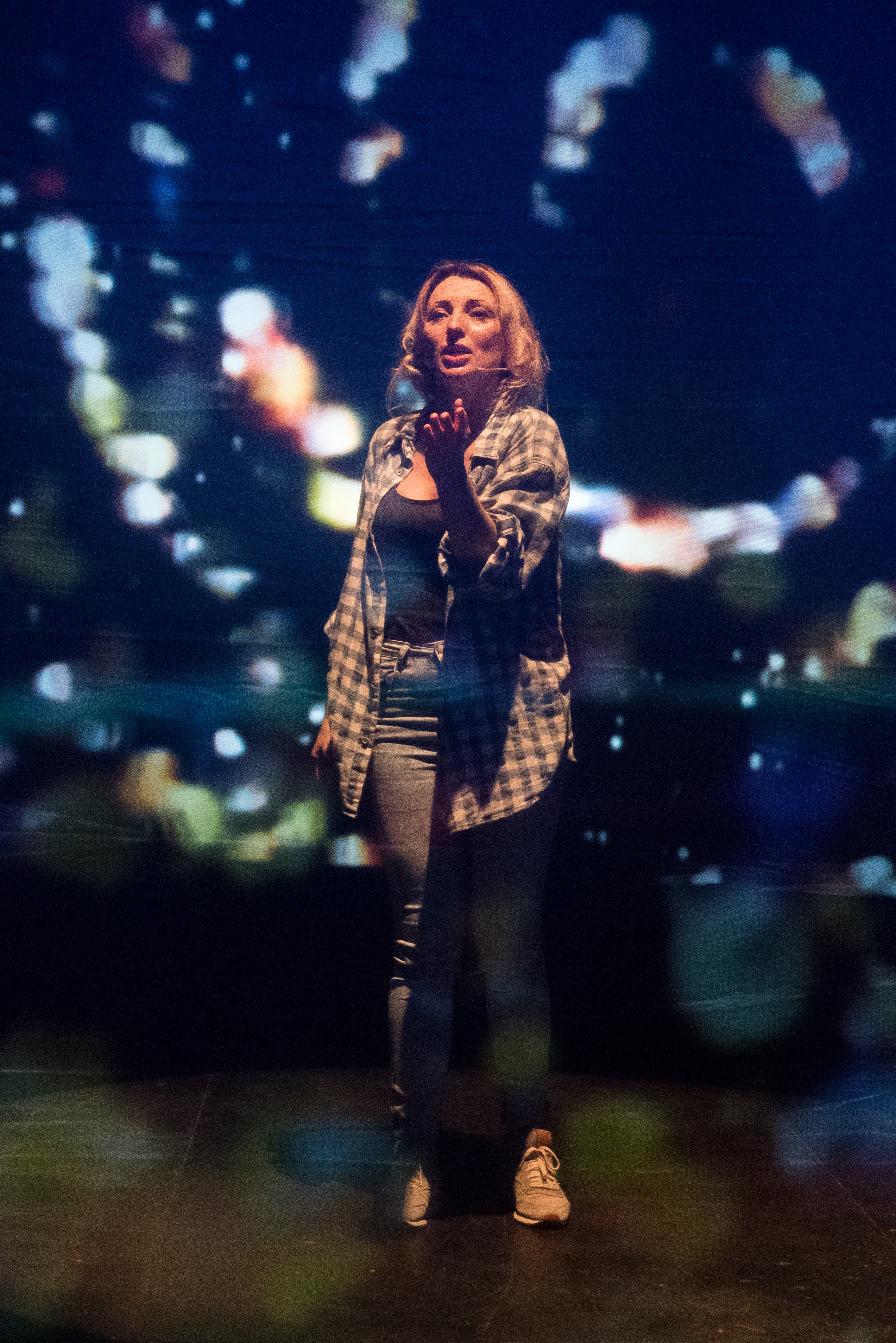
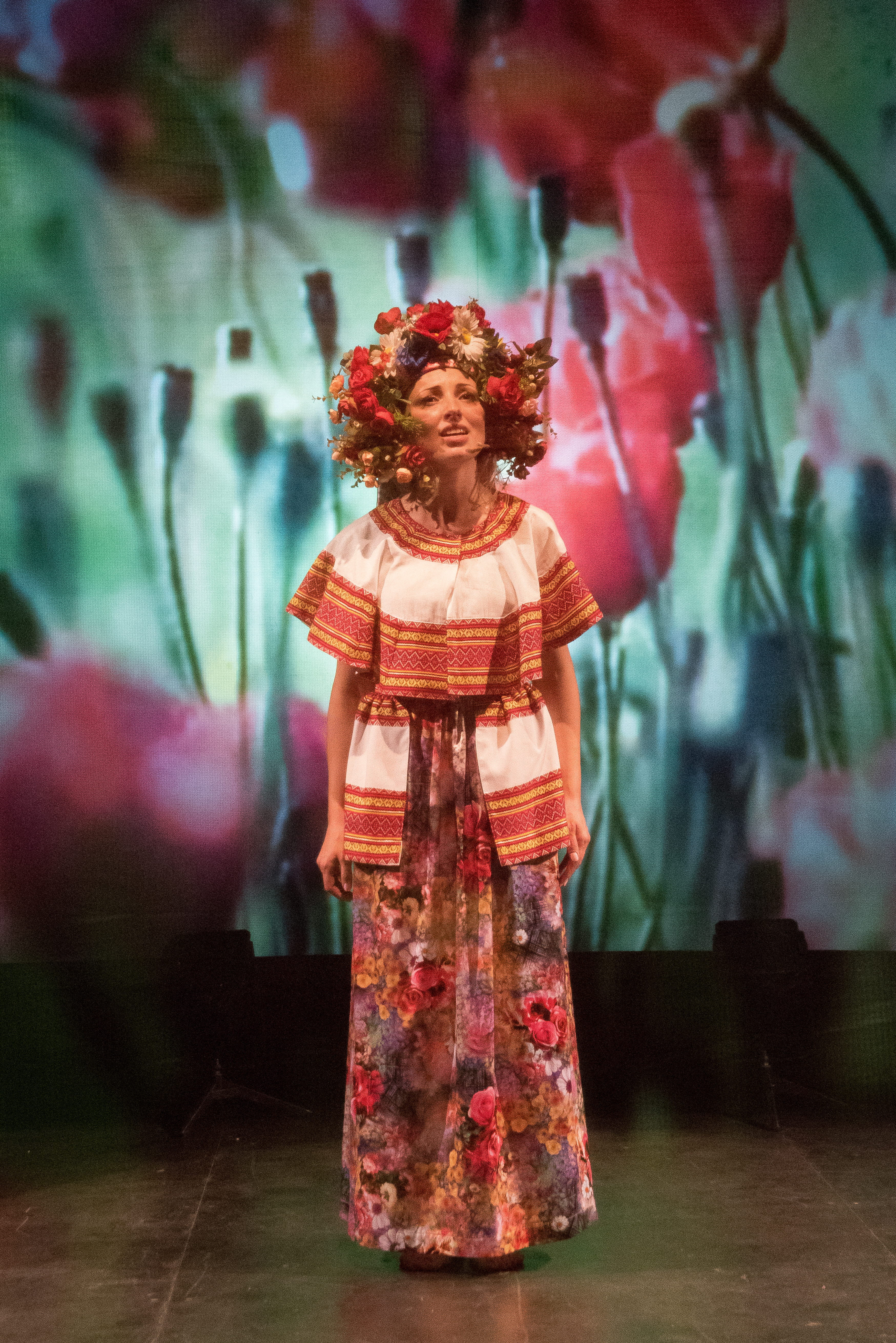
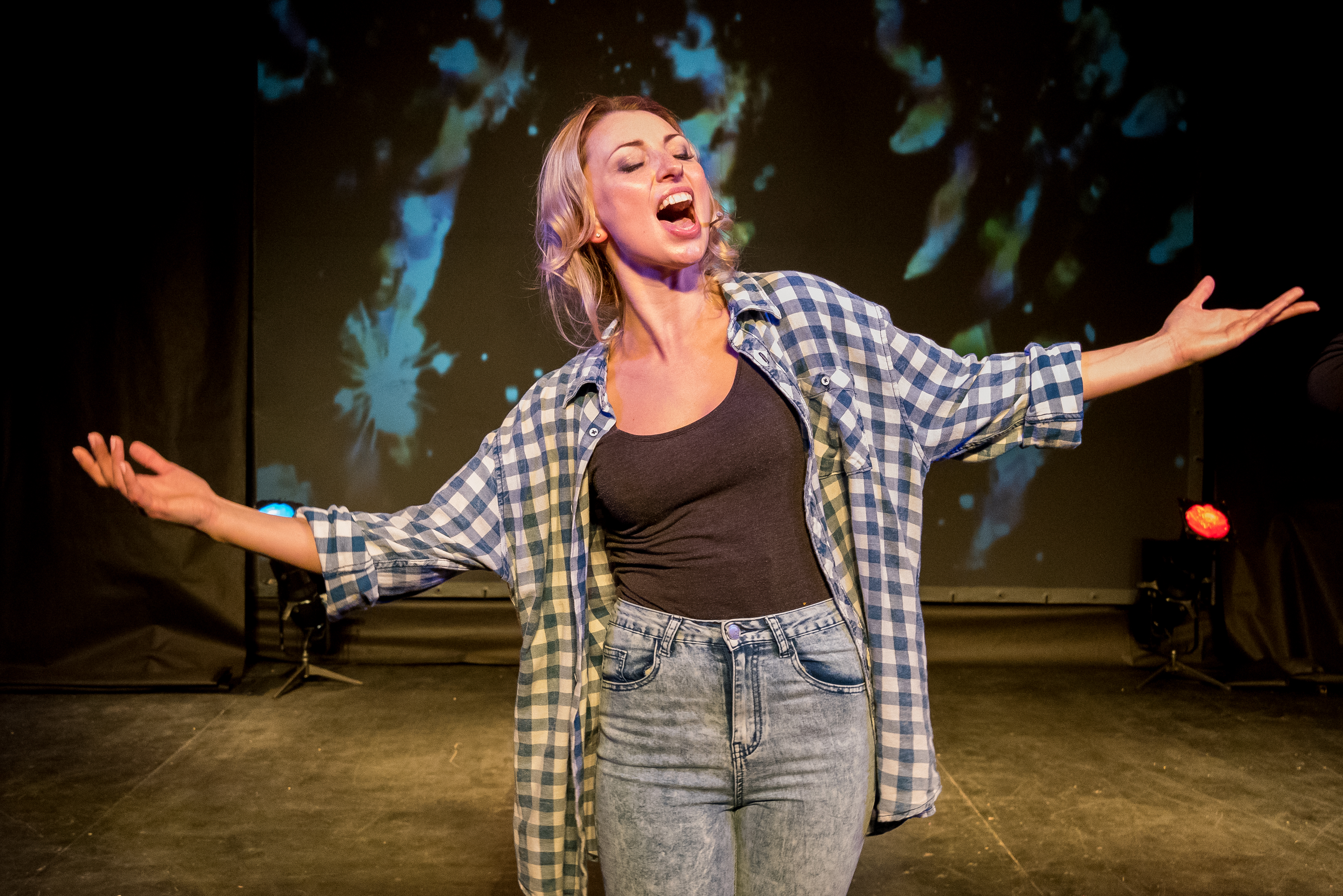
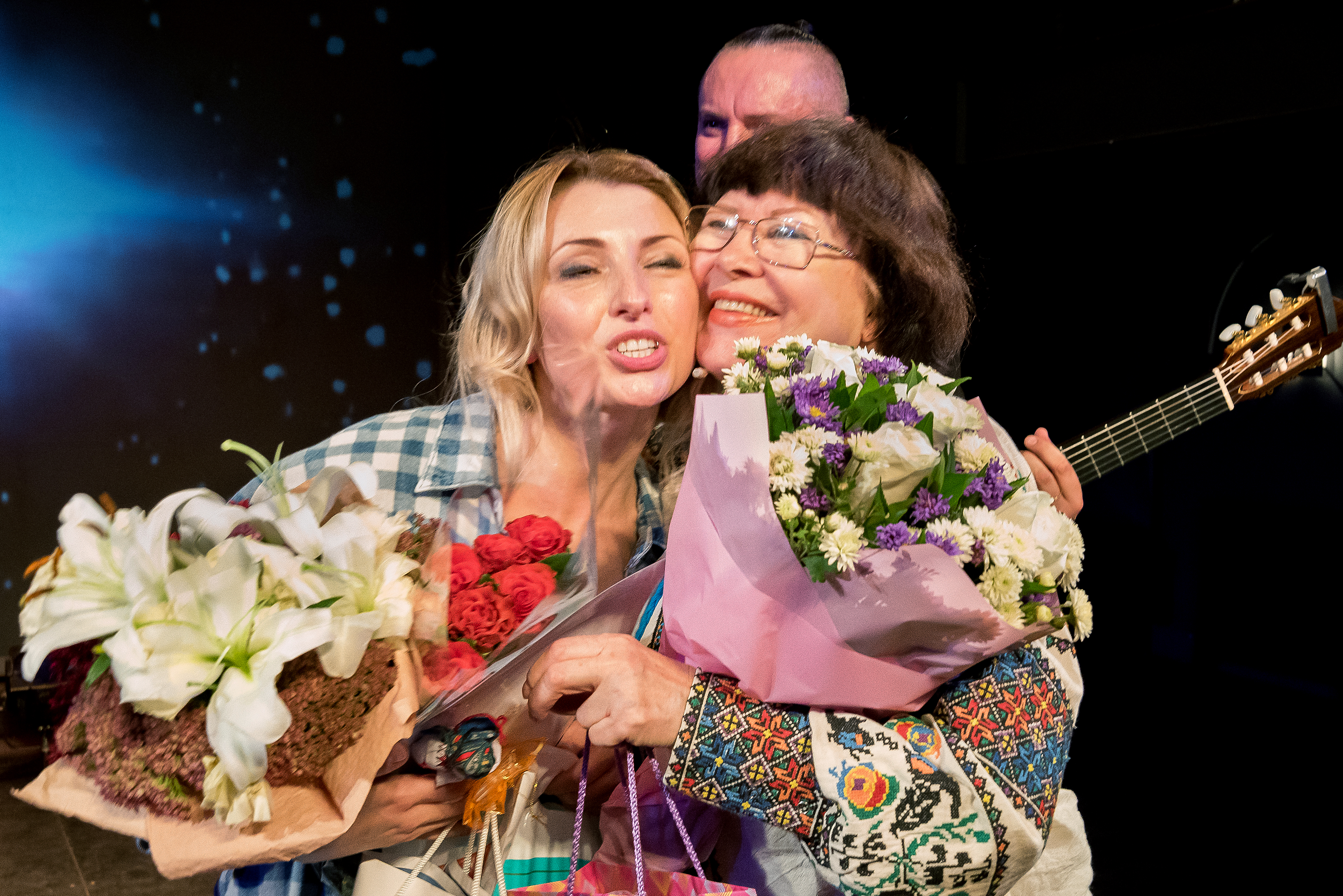
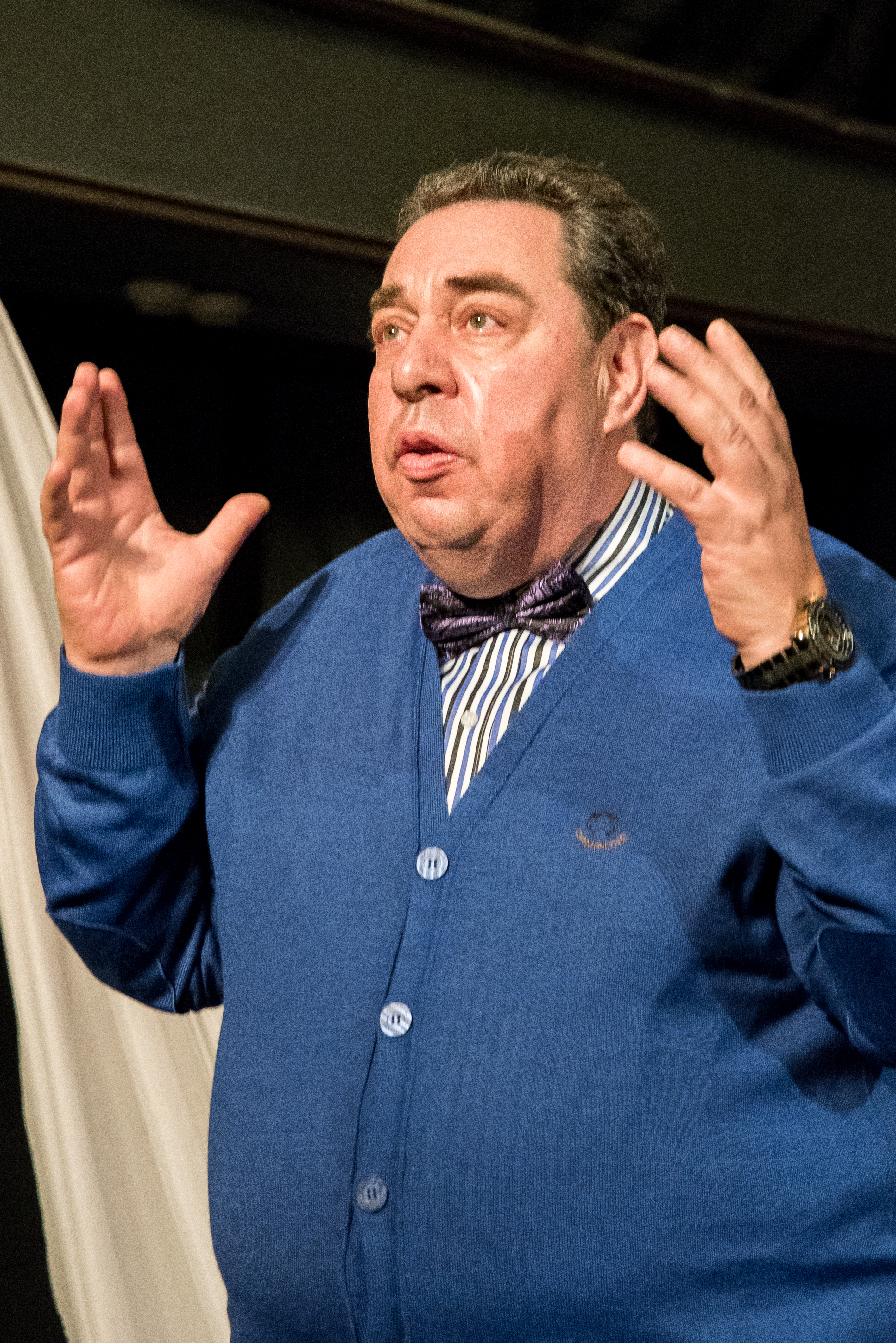
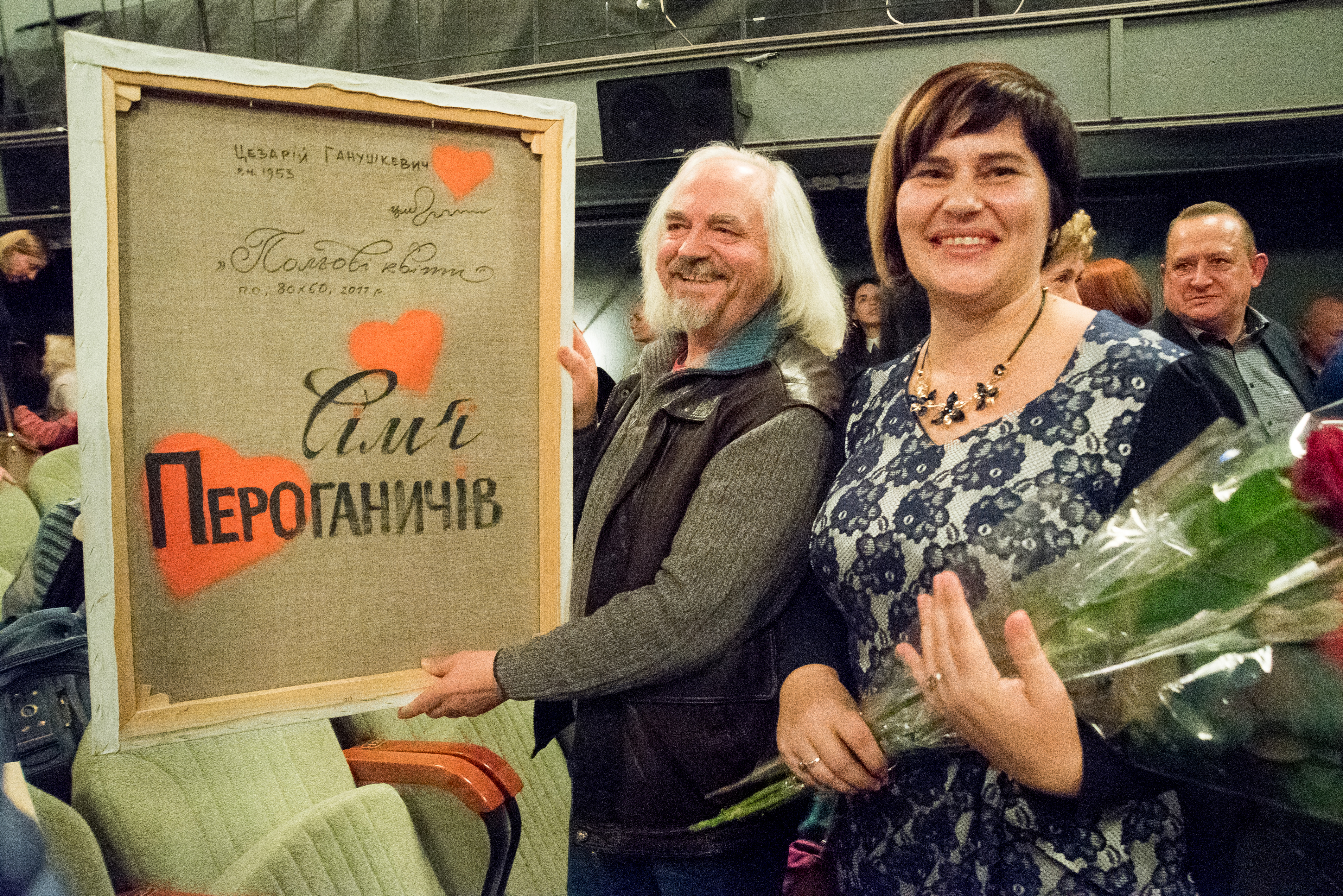
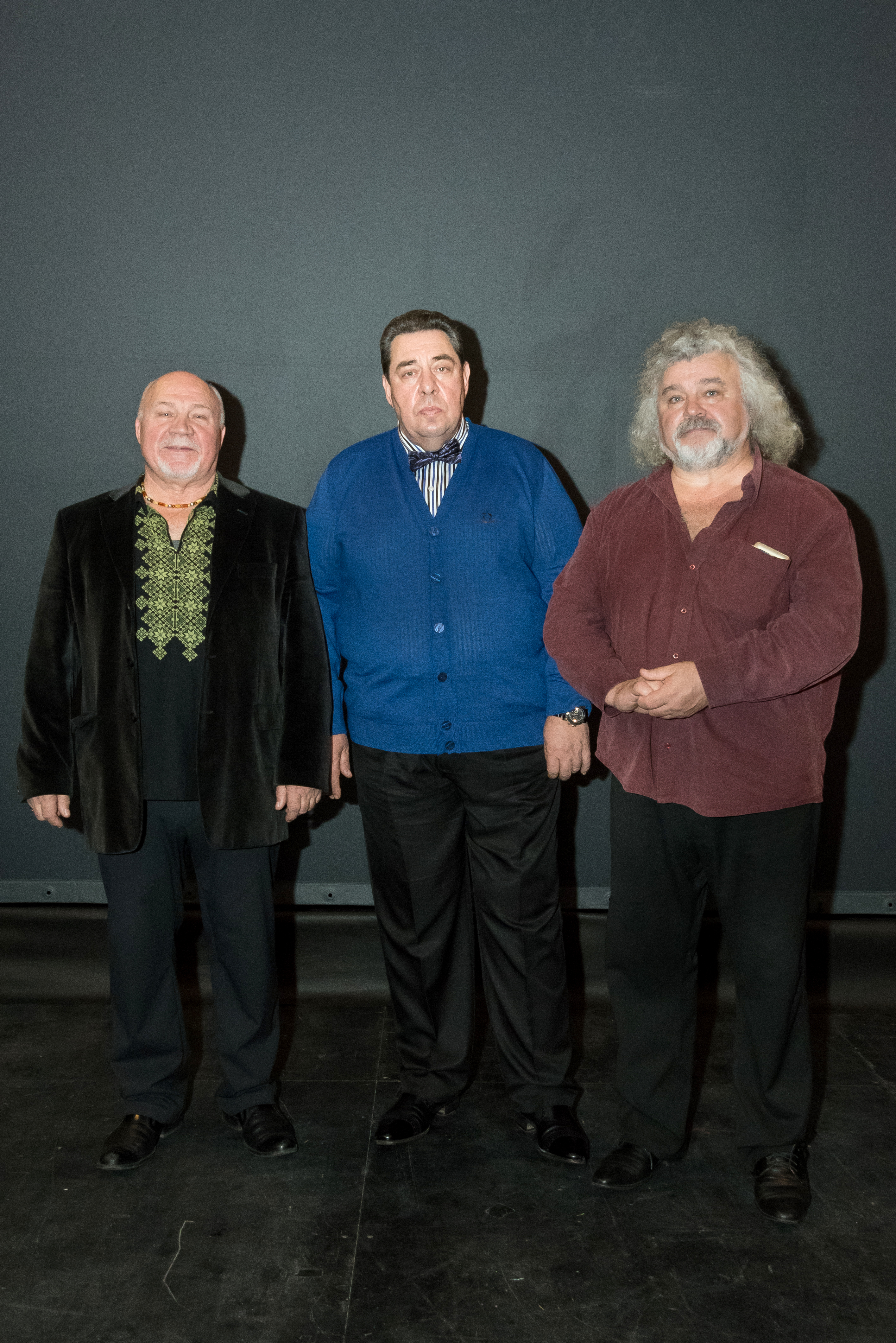

Удруге вистава була зіграна в Дніпрі 14 травня 2018 в Дніпропетровському академічному молодіжному театрі в рамках Відкритого фестивалю української драматургії «Дніпро.Театр.Ua».
Втретє виставу зіграли в Києві 18 травня 2018 в Концерт-холі на Львівській площі, 8.
23 вересня 2019 вистава відбулася в Києві на сцені Будинку актора.